# Einheitliches System Elektronischer Rechentechnik

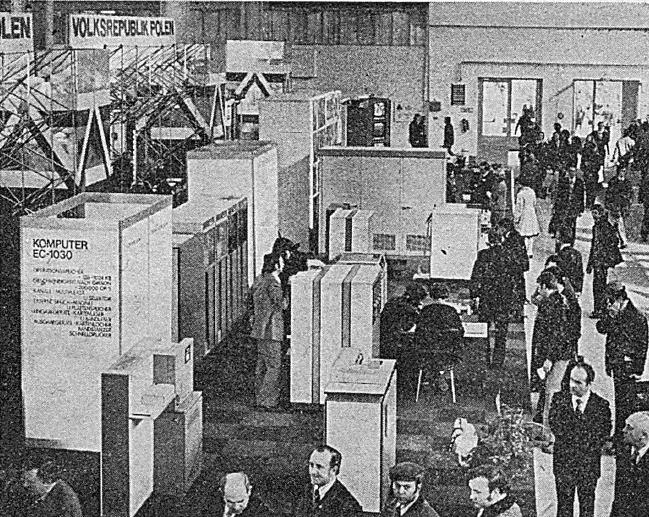
Computer EC 1030 auf der Leipziger Messe 1975

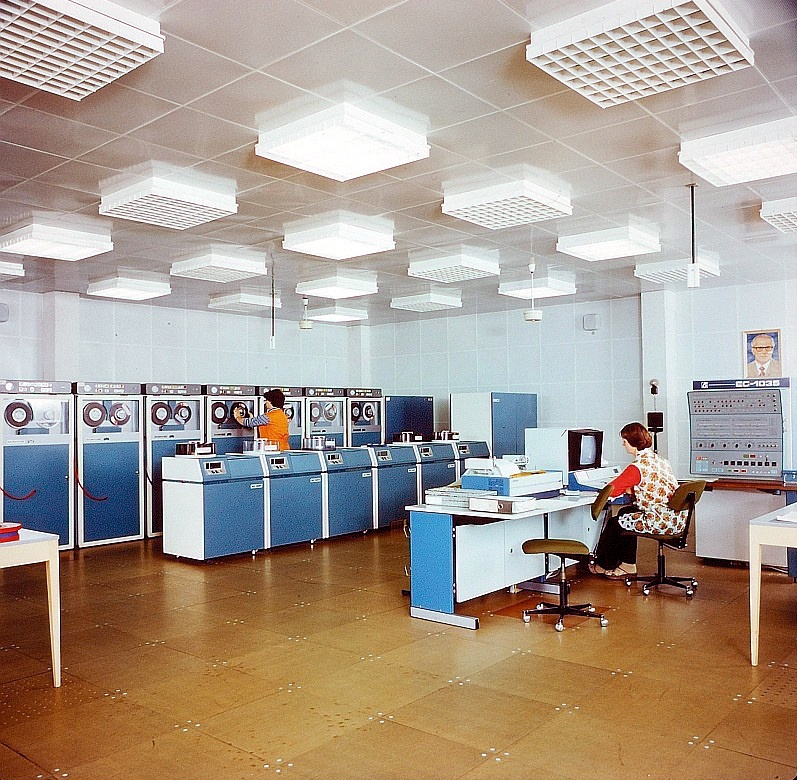
Facharbeiter für Datenverarbeitung an einem bulgarischen ISOT EC 1035 im Jahr 1981 in Freiberg

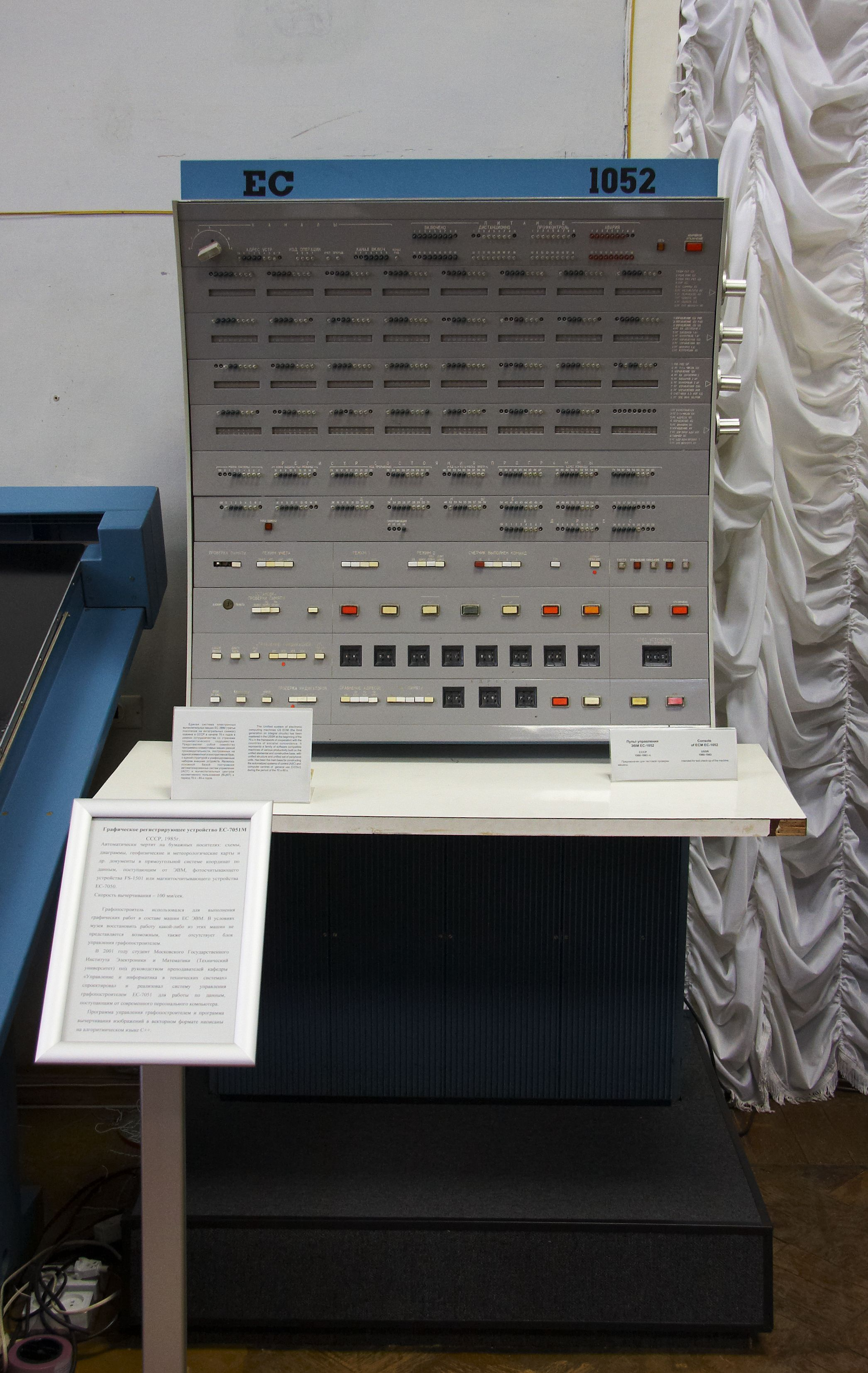
Bedienkonsole eines sowjetischen EC 1052 von 1978

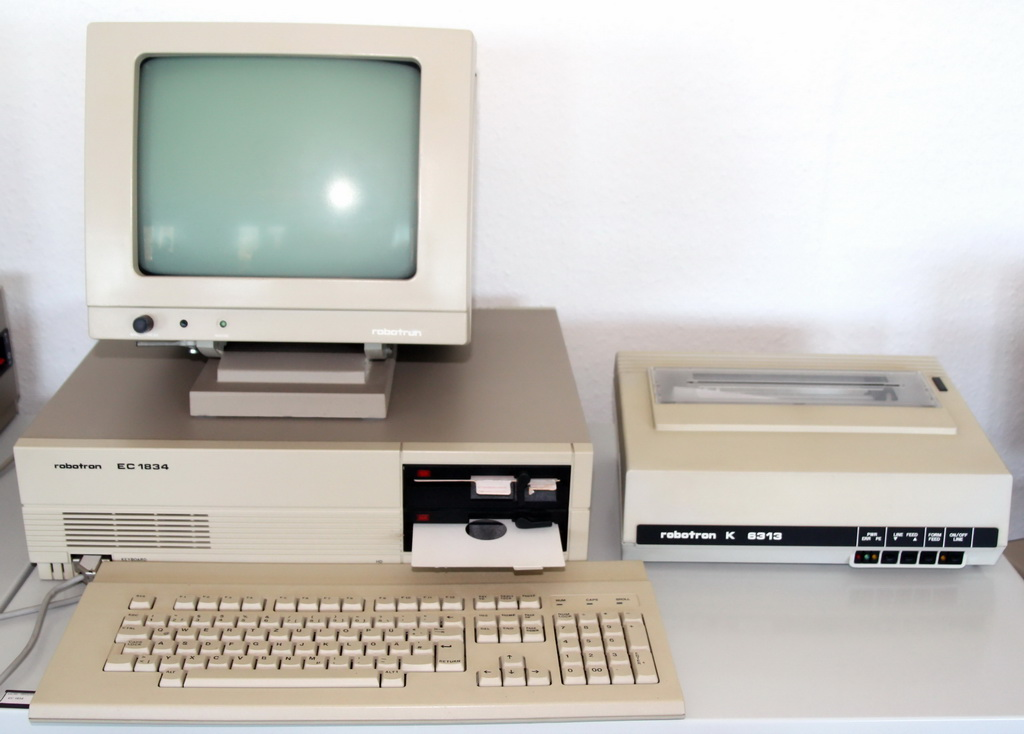
EC 1834 an Bildschirm K 7229.25 mit Drucker K 6313

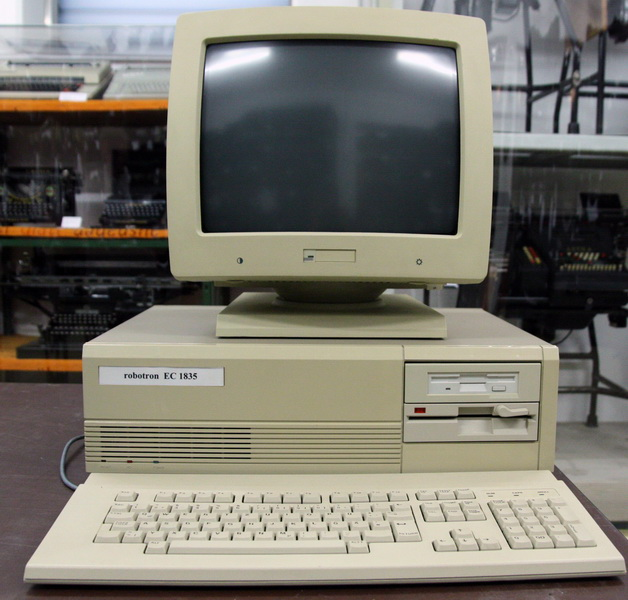
Funktionsmuster des EC 1835 mit Monitor K7233

Das Einheitliche System Elektronischer Rechentechnik (ESER) war Gegenstand eines Mehrseitigen Regierungsabkommens zur Entwicklung, der Produktion und des Einsatzes eines einheitlichen Systems der elektronischen Rechentechnik (MRK-Abkommen zum ESER) im Dezember 1969 zwischen den Gründungsländern VR Bulgarien, Ungarische VR, DDR, VR Polen und UdSSR (später SR Rumänien und Kuba). ES geht auf die russische Bezeichnung Edinaya Systema zurück. Die Codebezeichnung der NATO lautete RYAD-System (z. B. in Berichten der CIA).
ESER war gleichzeitig der Name für Computer, die diesem Standard entsprachen. Typischerweise wurden ESER Computer „ЕС“ (kyrillisch für „ES“) gefolgt von einer vierstelligen Nummer benannt (z. B. EC 1834, ein IBM-PC XT kompatibler Computer von Robotron).
Die ESER-Baureihe beinhaltete zunächst nur Großrechentechnik (Mainframes) und deren Peripherie, später auch PCs. Mittlere und Kleinrechentechnik wurde ab 1974 im Rahmen des MRK-Abkommens unter „CM“ (kyrillisch für „SM“) im System der Kleinrechner (SKR) zusammengefasst.

## Spezifikation
ESER umfasste die Spezifikation für alle Baugruppen einer Großrechenanlage (EDVA) – von der Schnittstelle bis zum Datenträger. Einheitliche Dokumentationssprachen waren Englisch und Russisch. Der Dialog mit den Systemen erfolgte in Englisch.

## Klassifikation
Im ESER werden drei Reihen von Rechnersystemen unterschieden.
ESER der Reihe I waren weitgehend identisch mit dem IBM System/360. Hierzu zählten die Anlagen R40/EC 1040 (Robotron) oder EC 1022 (EC EWM/Sowjetunion).
ESER der Reihe II waren weitgehend kompatibel zum IBM System/370. Bis in die 1990er Jahre hinein waren die Anlagen EC 1055, EC 1055M, EC 1056 und EC 1057 mit Zentraleinheiten aus dem VEB Kombinat Robotron in der DDR noch im Einsatz. Aus sowjetischer Produktion kam in der DDR auch der EC 1036 zum Einsatz, der von EC EWM als ESER III angegeben wurde (IBM 390-kompatibel), aber weniger leistungsfähig war als EC 1056 und EC 1057.

## Betriebssysteme
- DOS/ES: ein Wechselplattenbetriebssystem mit Lochkarten-Jobsteuerung, die später auch von Band eingelesen werden konnte. Auf ESER I als Primärbetriebssystem oder mit SVM (s. u.) in einer virtuellen Maschine (VM) auch auf ESER II lauffähig.
- OS/ES: das Hauptsystem für größere Anlagen – als hauptspeicherresidentes Betriebssystem für ESER I, II und III. Im Verlaufe von etwa 15 Jahren Entwicklungsperiode entstanden viele Versionen und Ausgaben.[1] Z. B. konnte OS/SVS mit seiner virtuellen Speichermanagementfunktion (SVS: Single Virtual Storage) den Hauptspeicher einer EC 1055M virtuell von 4 auf 16 Megabyte erweitern.

## Konfigurationen

### Hardware
Eine ESER-EDVA bestand aus zahlreichen großen Geräten und konnte durchaus die Fläche eines kleinen Supermarktes beanspruchen.
Die Geräte wurden eingeteilt in (Beispiel ESER II):
- Zentraleinheit/ZE: mindestens zwei große Schränke mit Prozessor, Hauptspeicher und Zentralinterface (ZIF).
- Peripherie: Direkteingabegeräte/Terminals, Lochkartenleser, Direktzugriffsspeicher (Magnetplatten), Magnetbandstrecken mit den entsprechenden Steuergeräten, Paralleldrucker, Lochkartenstanzer, Telefone, Modems, Vorrichtungen zum Transport und zur Aufbewahrung von Datenträgern und Zubehör
- Datenträger: Lochkarte, Lochstreifen, Magnetbandkassette, 1/2" Magnetband, Wechselplatte mit 7,25 (EC 5052), 29 (EC 5061), 100 (EC 5066) oder 200 MB (EC 5067), Wechselfestplatte mit 300 MB

Eine Anlage EC 1056 in einem Datenverarbeitungszentrum bestand aus:
1 Zentraleinheit EC 2656,
2 Bedien- und Serviceprozessoren (große Bildschirmterminals),
2 Lochkartenleser,
2 Protokollterminals,
1 Technikerterminal,
4 Kettendrucker (EC 7039),
2 Trommeldrucker (EC 7031),
2 Magnetbandstrecken mit 2 Steuergeräten und je 8-MB-Geräten EC 5002.03 M (Vorgänger war EC 5017),
2 Magnetplattenstrecken mit 2 Steuergeräten und je 8 WPS-Geräten mit 100 oder 200 MB Stapeln sowie
1 Frame mit Magnetbandkassettengerät, Lochstreifenleser- und Stanzer.

### Software
Auf einer typischen ESER-Anlage der Reihe II lief im Tagesbetrieb das OC/EC oder ein SVM. Das SVM im „Dialogbetrieb“ konnte bis 16 Dialog-VM, darunter OS- und DOS-Maschinen verwalten. Im Jobstrom wurden unter DOS und OS abhängig von der Steuerprogrammkonfiguration mehrere Projekte gleichzeitig im Multiplexbetrieb abgearbeitet. Blieb ein Job wegen eines „Requests“ (z. B. fehlender Datenträger) stehen, liefen die anderen weiter. Außer den Betriebssystemen und ihren Serviceprogrammen (z. B. Tepros = Textverarbeitung unter PTS) gab es für ESER keine Standardsoftware.